# Woodson (Texas)
Woodson é uma cidade  localizada no estado norte-americano do Texas, no Condado de Throckmorton.

## Demografia
Segundo o censo norte-americano de 2000, a sua população era de 296 habitantes.
Em 2006, foi estimada uma população de 269, um decréscimo de 27 (-9.1%).

## Geografia
De acordo com o United States Census Bureau tem uma área de
1,7 km², dos quais 1,7 km² cobertos por terra e 0,0 km² cobertos por água. Woodson localiza-se a aproximadamente 374 m acima do nível do mar.

## Localidades na vizinhança
O diagrama seguinte representa as localidades num raio de 36 km ao redor de Woodson.